# Always
|  | Per a altres significats, vegeu «Per sempre». |

Always és una marca de productes d'higiene femenina produïdes per Procter & Gamble, que inclou compreses (menstruació), protectors de calces (pantyliner), i tovalloletes femenines. Fou introduït als Estats Units en proves de mercats durant la primavera de 1983, i a nivell de tot el país el maig 1984. A finals de 1984, Always també es distribuïa internacionalment al Regne Unit, Canadà, França, Alemanya, i Àfrica. Segons Rising Tide: Lessons from 165 Years of Brand Building at Procter & Gamble, Always fou "la primera marca global" de Procter & Gamble."
Always es ven amb el nom Whisper al Japó, Singapur, Índia, Xina, Corea del Sud, Filipines, Tailàndia, Hong Kong, Taiwan, Vietnam, Malàisia, Austràlia, Cambodja i Indonèsia, com a Lines a Itàlia, com a Orkid a Turquia, i com a Evax i Ausonia a Espanya i Portugal. El màrqueting del producte inclou la pàgina web BeingGirl.

## Productes
De la línia de productes Always destaquen:
- Ultra Thins
- Maxis
- Always Fresh Scented Pads
- Pantyliners (també anomenats dri-liners)
- tovalloletes femenines
- Always Sensitive
- Always Discreet; anteriorment Always Envive
- Always Infinity
- Always Platinum

El producte és fabricat a Belleville (Canadà) en una instal·lació de 700.000 m² amb un magatzem de 175.000 m² La planta és una de les més grans de Procter & Gamble d'Amèrica del Nord.

## Màrqueting
La campanya "Like a Girl" de Leo Burnett el 2015 va guanyar el Premi Emmy com a anunci excepcional. Lauren Greenfield el va dirigir, presentat el juny de 2014 i que aparegué durant la XLIX edició de la Super Bowl. L'anunci es plantejava la pregunta "When did doing something 'like a girl' become an insult?" (Quan fer alguna cosa "com una nena" es va convertir en un insult?) Córrer, llançar o lluitar com una noia és vist per adults com a equivalent de dèbil, però per a les noies joves és una fortalesa.

## En la cultura popular

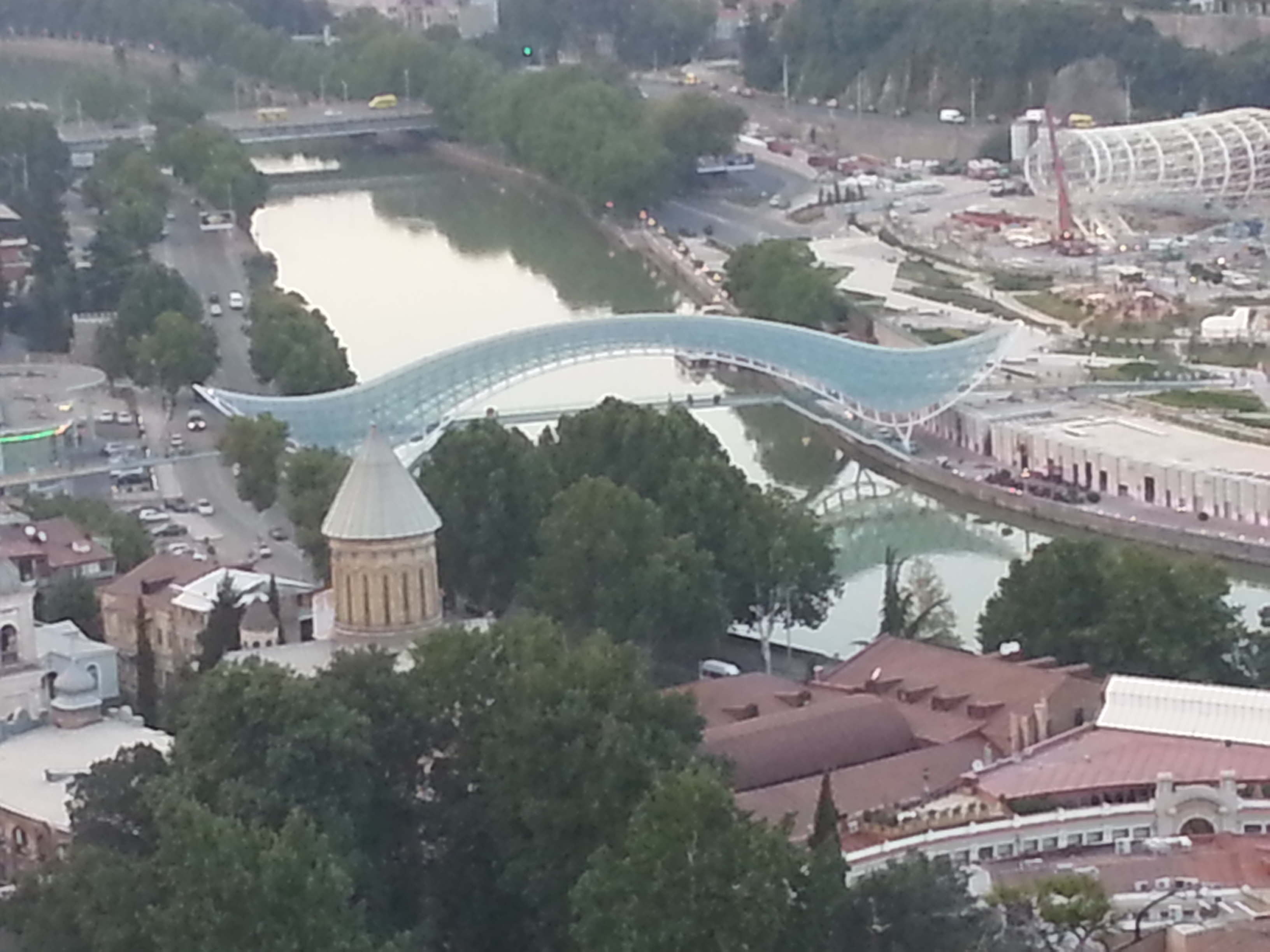
Pont de Pau, Tbilisi, Georgia

A Tbilisi, Georgia, el Pont de la Pau és conegut com l'Always Ultra Bridge per la seva semblança a un maxi-pad.

## Galeria

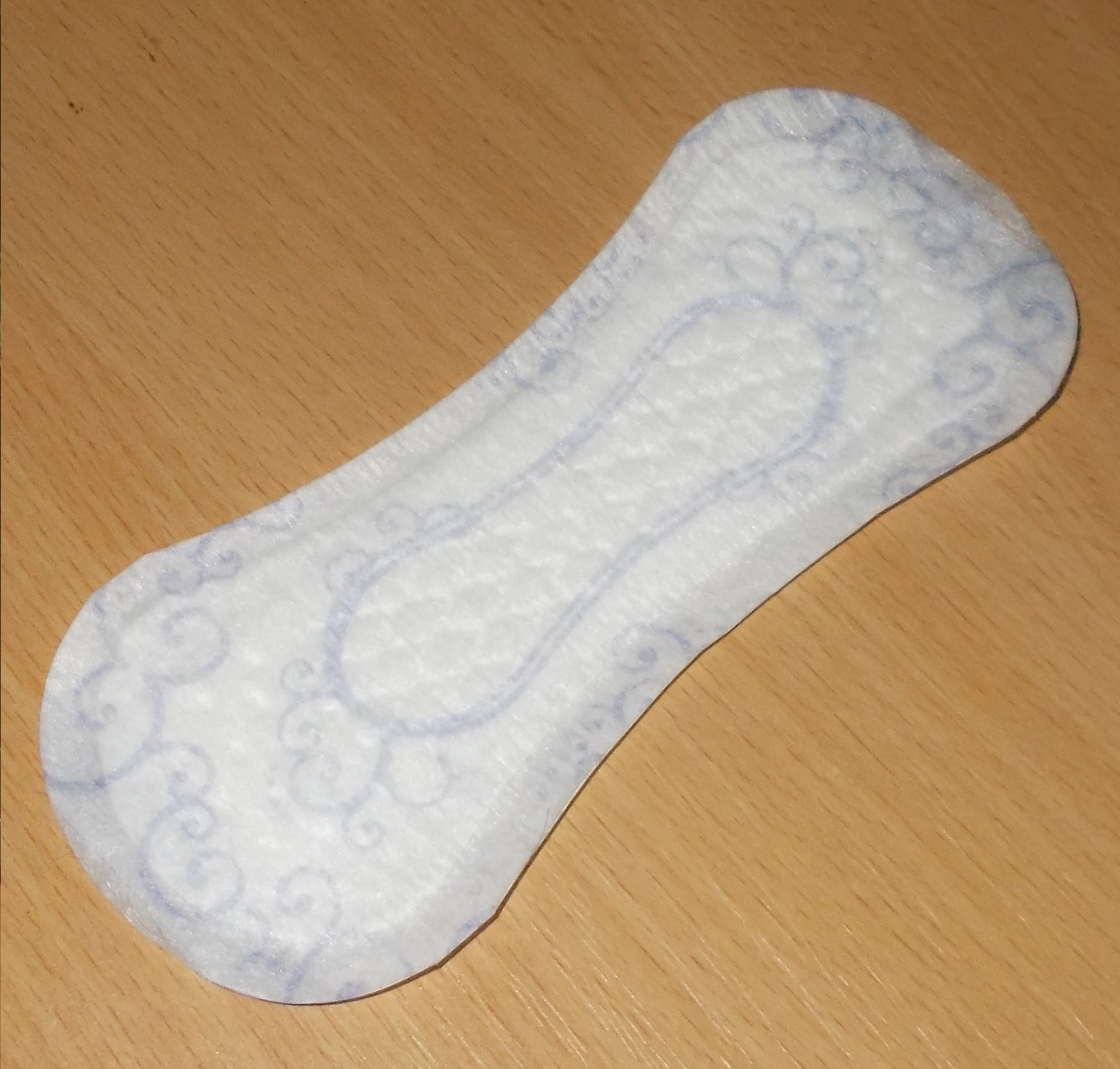
Always Platinum Pantyliner
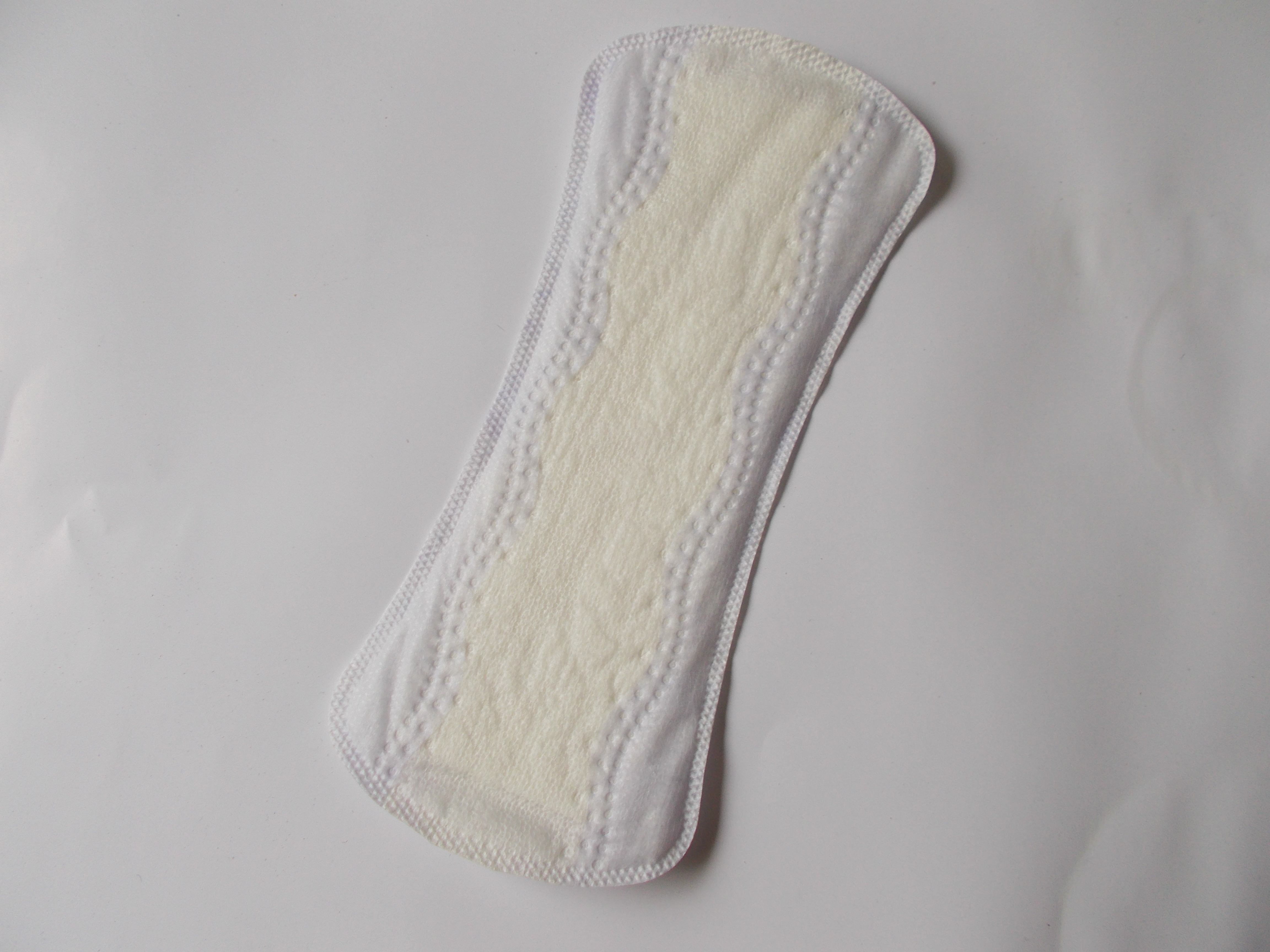
Always dailies long
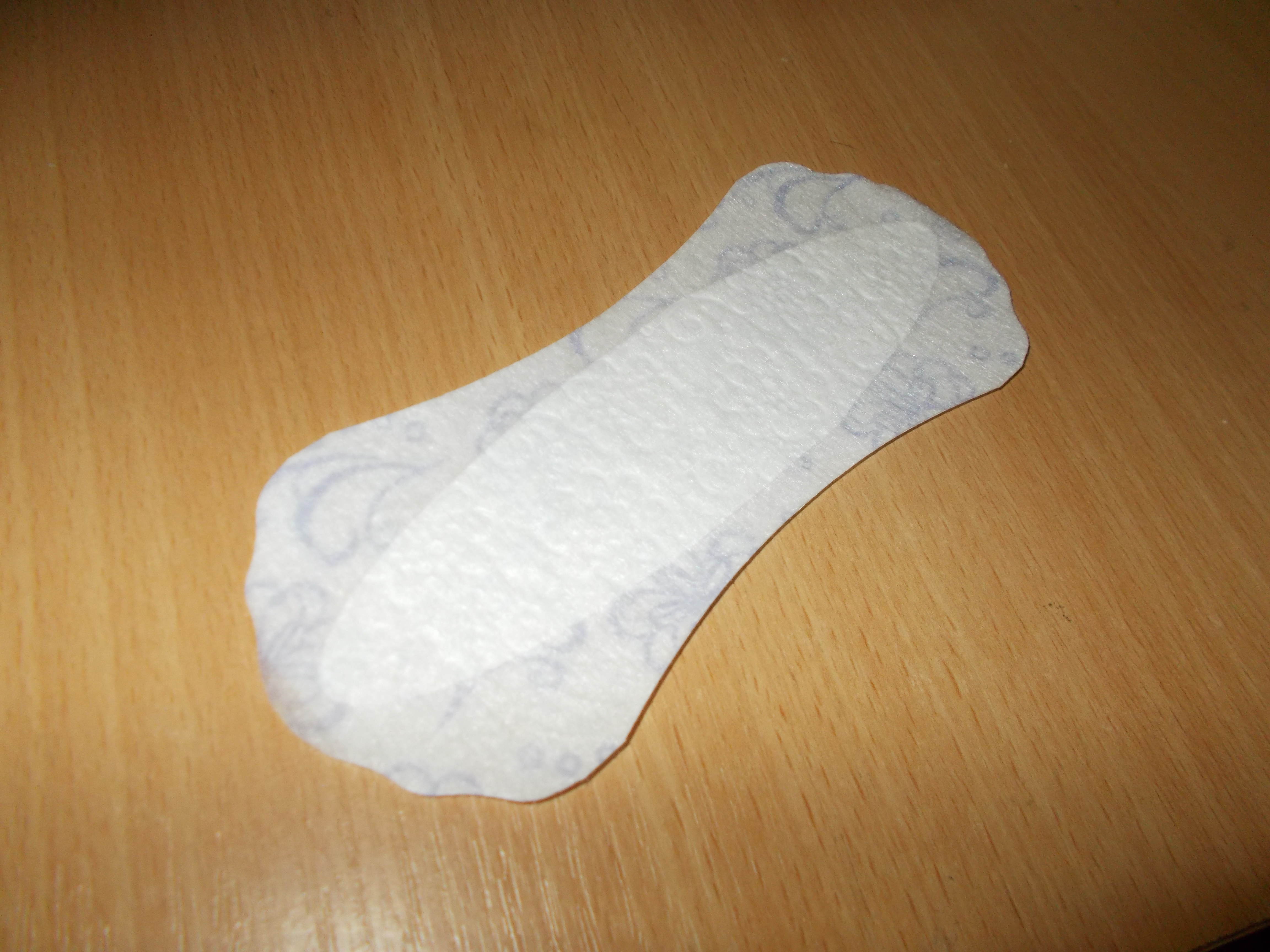
Discreet Pantylinner
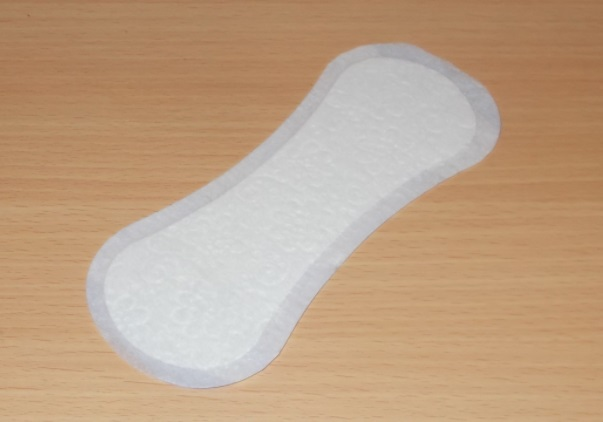
Discreet Normal
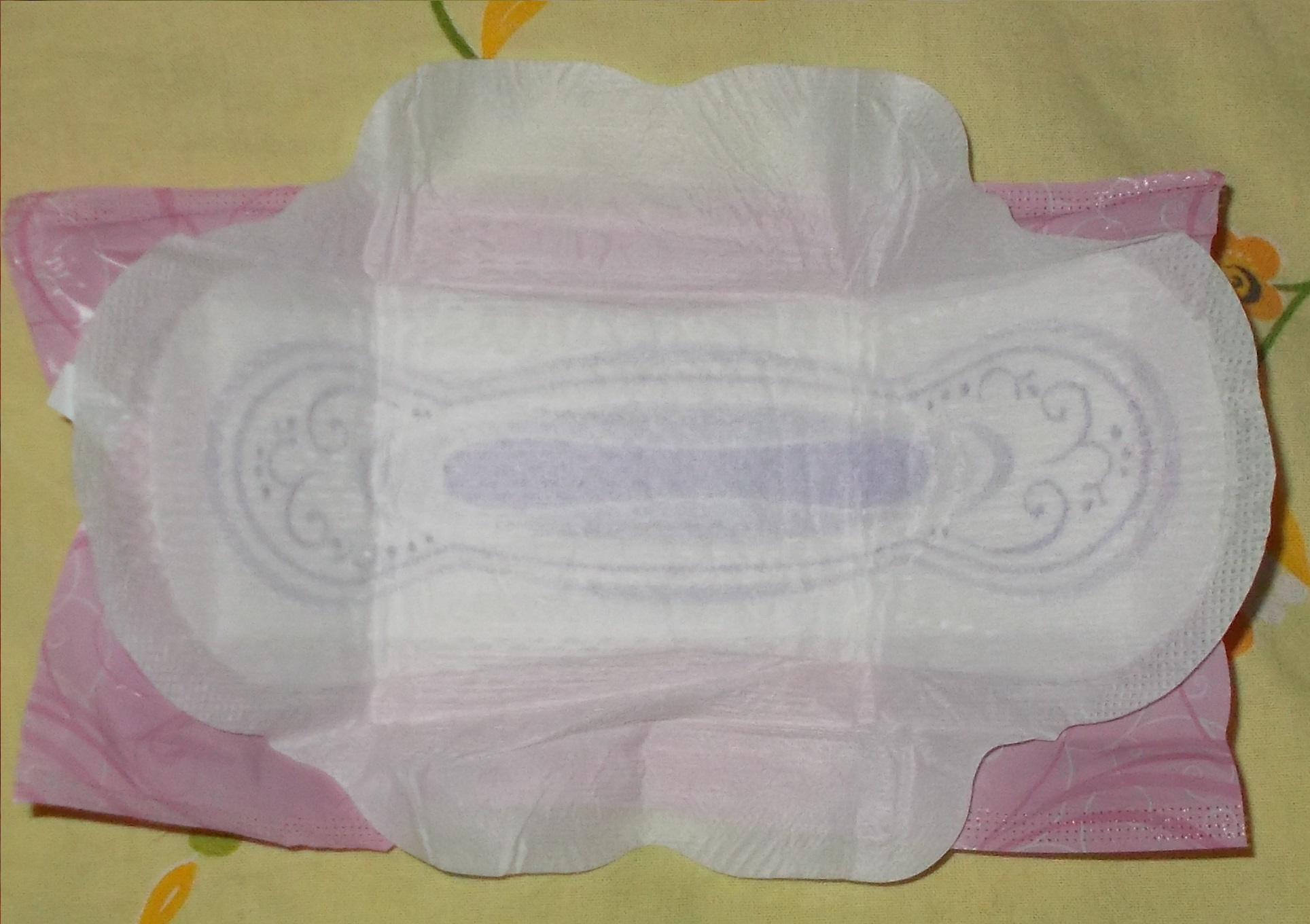
Always Sensitive